# Île Lisianski
L'île Lisianski est située dans les îles hawaïennes du Nord-Ouest. Elle fait partie du monument national marin de Papahānaumokuākea.

## Histoire
L'île a une superficie de 1 555,41 km2 et une élévation maximale de douze mètres au-dessus du niveau de la mer. C'est une île de sable et de corail, elle se situe à 1 676 km au nord-ouest d'Honolulu. L'île est entourée de récifs et de hauts-fonds. L'accès à l'île est limité par hélicoptère ou par bateau à une étroite entrée de sable sur le côté sud-est de l'île.
L'île est constitué de calcaire qui recouvre le sommet submergé d'un ancien volcan, actif il y a environ vingt millions d'années. L'île Lisianski subit le lent processus d'érosion. Papa'āpoho signifie « île avec une dépression ». Plus des trois quarts des Pétrel des Bonin  qui nichent à Hawaii nichent sur cette île. La découverte récente de subfossiles sur l'île indique que des populations de Canard de Laysan vivaient sur l'île, peut-être à cause de l'ancien lagon.
L'île porte le nom de Iouri Lisianski, un officier de la Marine impériale russe. Il était le commandant d'un navire marchand de la compagnie russo-américaine "Neva", il était en mission d'exploration.
Le roi Kamehameha IV revendiqua l'île pour le royaume d'Hawaï le 10 mai 1857. En 1890, la North Pacific Phosphate and Fertilizer Company obtint du royaume d'Hawaï un bail de vingt ans sur l'île.
En 1909, il fait partie de la nouvelle réserve d'oiseaux des îles Hawaï établie par le président américain Theodore Roosevelt. Avant cela, le braconnage des oiseaux sur l'île avait suscité des inquiétudes.

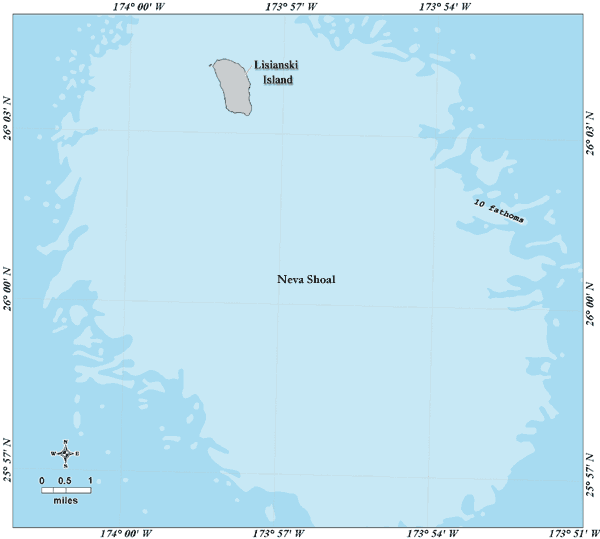
Carte du récif.